# Jonathan Majors
Jonathan Michael Majors (Lompoc, 7 settembre 1989) è un attore statunitense.
È noto principalmente per i suoi ruoli in numerosi film di successo, tra cui The Harder They Fall, The Last Black Man in San Francisco, Da 5 Bloods - Come fratelli, Hostiles - Ostili, Sulle ali dell'onore, Creed III e con il ruolo delle varianti di Kang il Conquistatore nel Marvel Cinematic Universe dal 2021 al 2023.
In campo televisivo ha interpretato il ruolo del protagonista nella serie televisiva Lovecraft Country, per la quale ha ricevuto una candidatura allo Screen Actors Guild Award, al Critics Choice Television Award e al Premio Emmy come migliore attore in una serie drammatica.

## Biografia
Majors, nato a Lompoc, California, ha trascorso i suoi primi anni di vita con la sua famiglia nella base militare di Vandenberg, poiché suo padre era nell'aeronautica militare statunitense. Pochi anni dopo il padre abbandonò la famiglia, costringendo la madre a trasferirsi inizialmente a Dallas, Texas, poi nel sobborgo di Georgetown presso Austin, sempre in Texas, per poi stabilirsi definitivamente a Cedar Hill. Qui Majors frequenta la Cedar Hill High School, diplomandosi successivamente alla Duncanville High School nel 2008. In quel periodo il padre tornò dalla famiglia, riallacciando i rapporti con Jonathan e i suoi fratelli, Monica e Cameron. Dopo essersi laureato presso la School of Arts dell'Università della Carolina del Nord, Majors ha frequentato la School of Drama di Yale, diplomandosi nel 2016.
Nel 2016 Majors ottenne il suo primo ruolo da attore, interpretando l'attivista gay Ken Jones nella miniserie della ABC When We Rise, mentre era ancora uno studente di Yale. Lo stesso anno, Majors apparve nel suo primo ruolo cinematografico nel ruolo del caporale Henry Woodson nel film western Hostiles - Ostili, scritto e diretto da Scott Cooper. Nel 2018 ha recitato nel film Cocaine - La vera storia di White Boy Rick e Out of Blue - Indagine pericolosa.
Nel 2019, Majors è cresciuto di notorietà dopo aver recitato nel lungometraggio indipendente The Last Black Man in San Francisco di Joe Talbot, per il quale ha ricevuto nomine agli Independent Spirit Awards e Gotham Independent Film Awards. Nel corso dell'anno appare inoltre nei film Captive State di Rupert Wyatt, Jungleland di Max Winkler, e Gully di Nabil Elderkin.
Nel 2020 viene acclamato dalla critica per il ruolo nella serie televisiva della HBO Lovecraft Country - La terra dei demoni, recitando al fianco di Aunjanue Ellis, Jurnee Smollett e Courtney B. Vance. Grazie al ruolo ottiene nomine ai Critics' Choice Television Award, NAACP Image Award e Screen Actors Guild Award. Nello stesso anno recita nel film Da 5 Bloods - Come fratelli, sotto la regia di Spike Lee, ottenendo apprezzamenti da parte della critica cinematografica.
Nel 2021 recita nel ruolo di protagonista del film Netflix diretto da Jeymes Samuel, The Harder They Fall, recitando al fianco di Regina King, Idris Elba e Zazie Beetz. La performance viene riconosciuta con nomine ai Black Reel Awards, vincendo assieme al cast un NAACP Image Award, un Gotham Independent Film Award e un National Board of Review Awards. Nel corso dello stesso anno ha recitato nei panni di Colui che rimane, una variante di Kang il Conquistatore, nella serie televisiva del Marvel Cinematic Universe Loki su Disney+. Nel 2023 ha recitato nei panni di Kang e altre varianti del personaggio in Ant-Man and the Wasp: Quantumania.

## Vita privata
Majors ha una figlia.
Il 25 marzo 2023, Majors viene arrestato con accuse di strangolamento e molestie, derivanti da una lite domestica con una donna di 30 anni, che "ha riportato ferite lievi alla testa e al collo ed è stata trasferita in un ospedale della zona in condizioni stabili", ha dichiarato la polizia di New York. L'avvocato di Majors, Priya Chaudhry, ha rivelato che c'erano "due dichiarazioni scritte della donna che ritrattavano queste accuse". Il 30 marzo, Chaudhry ha pubblicato messaggi di testo presumibilmente inviati dalla donna. Un messaggio includeva osservazioni del tipo: "Hanno detto che dovevano arrestarti come protocollo quando hanno visto le ferite su di me, e sapevano che avevamo litigato. Sono così arrabbiata che l'hanno fatto. E mi dispiace che tu sia in questa posizione. Mi assicurerò che non accada nulla riguardo a questo. Ho detto loro che era colpa mia per aver cercato di prendere il tuo telefono. Sono appena uscita dall'ospedale", mentre un altro messaggio includeva: "Ho ribadito che questo non è stato un attacco e che non ho dato il mio benestare per l'imposizione di alcuna accusa. Ho letto il documento che mi hanno dato sullo strangolamento, e ho detto chiaramente che questo non è accaduto e dovrebbe essere rimosso immediatamente".
Dopo la prima accusa, un rapporto di Variety ha affermato che Majors è un sospettato in diversi casi di aggressione e abuso. Diverse presunte vittime si sono fatte avanti e stanno collaborando con l'ufficio del procuratore distrettuale di New York. Una delle presunte vittime ha ottenuto un'ordinanza di protezione temporanea da un giudice contro Majors in vista di una data di tribunale del 9 maggio. Dopo l'arresto, l'esercito degli Stati Uniti ha annunciato la sospensione delle pubblicità di reclutamento che avevano come protagonista Majors. Diverse settimane dopo il suo arresto, Majors è stato abbandonato come cliente sia dalla società di gestione Entertainment 360 che dalla società di pubbliche relazioni the Lede Company. Majors doveva interpretare e produrre una prossima trasposizione del romanzo di Walter Mosley The Man in My Basement, ma è stato rimosso dal film e il suo ruolo sarà ricoperto da un altro attore. L'invito di Majors al Met Gala 2023 è stato revocato ed è stato rimosso dalla campagna pubblicitaria dei Texas Rangers.

## Filmografia

### Cinema
- Hostiles - Ostili (Hostiles), regia di Scott Cooper (2017)
- Cocaine - La vera storia di White Boy Rick (White Boy Rick), regia di Yann Demange (2018)
- Out of Blue - Indagine pericolosa (Out of Blue), regia di Carol Morley (2018)
- The Last Black Man in San Francisco, regia di Joe Talbot (2019)
- Captive State, regia di Rupert Wyatt (2019)
- Gully, regia di Nabil Elderkin (2019)
- Jungleland, regia di Max Winkler (2019)
- Da 5 Bloods - Come fratelli (Da 5 Bloods), regia di Spike Lee (2020)
- The Harder They Fall, regia di Jeymes Samuel (2021)
- Sulle ali dell'onore (Devotion), regia di J. D. Dillard (2022)
- Ant-Man and the Wasp: Quantumania, regia di Peyton Reed (2023)
- Creed III, regia di Michael B. Jordan (2023)
- Magazine Dreams, regia di Elijah Bynum (2025)

### Televisione
- When We Rise – miniserie TV, 4 puntate (2017)
- Lovecraft Country - La terra dei demoni (Lovecraft Country) – serie TV, 10 episodi (2020)
- Loki - serie TV, 5 episodi (2021-2023)

## Riconoscimenti
- Black Reel Awards
  - 2020 – Candidatura al miglior attore non protagonista per The Last Black Man in San Francisco
  - 2020 – Candidatura al miglior attore esordiente per The Last Black Man in San Francisco
  - 2022 – Candidatura al miglior attore per The Harder They Fall
- Critics’ Choice Movie Awards
  - 2022 – Candidatura al miglior cast per The Harder They Fall[36]
- Critics' Choice Super Awards
  - 2021 – Candidatura al miglior attore in una serie horror per Lovecraft Country – La terra dei demoni[37]
- Critics' Choice Television Award
  - 2021 – Candidatura al miglior attore in una serie drammatica per Lovecraft Country – La terra dei demoni[38]
- Gold Derby Awards
  - 2021 – Candidatura al miglior cast per Da 5 Bloods - Come fratelli
- Gotham Independent Film Awards
  - 2019 – Candidatura al miglior interprete rivelazione per The Last Black Man in San Francisco
  - 2021 – Miglior cast per The Harder They Fall[39]
- Independent Spirit Awards
  - 2020 – Candidatura al miglior attore non protagonista per The Last Black Man in San Francisco[40]
- Los Angeles Film Critics Association Awards[41]
  - 2019 – New Generation Award per The Last Black Man in San Francisco
- NAACP Image Award
  - 2021 – Candidatura al miglior attore in una serie drammatica per Lovecraft Country – La terra dei demoni[42]
  - 2022 – Candidatura al miglior attore in un film per The Harder They Fall[19]
  - 2022 – Miglior cast in un film per The Harder They Fall[19]
- National Board of Review Awards 
  - 2021 – Miglior cast per The Harder They Fall[43]
- Saturn Award[22]
  - 2021 – Candidatura al miglior attore televisivo per Lovecraft Country – La terra dei demoni
- Screen Actors Guild Award[18]
  - 2021 – Candidatura alla migliore performance di un cast in una serie drammatica per Lovecraft Country – La terra dei demoni
  - 2021 – Candidatura alla migliore performance di un cast in un film per Da 5 Bloods

## Doppiatori italiani
Nelle versioni in italiano delle opere in cui ha recitato, Jonathan Majors è stato doppiato da:
- Marco Vivio in Da 5 Bloods - Come fratelli, Gully, The Harder They Fall, Sulle ali dell'onore
- Riccardo Scarafoni in Cocaine - La vera storia di White Boy Rick, Lovecraft Country - La terra dei demoni
- Riccardo Petrozzi in Creed III
- Gabriele Lopez in Loki, Ant-Man and the Wasp: Quantumania
- Roberto Draghetti in Hostiles - Ostili
- Luca Mannocci in When We Rise
- Marco Bassetti in Out of Blue - Indagine pericolosa
- Andrea Mete in Captive StatE